# Tadeusz Barucki
Tadeusz Włodzimierz Barucki (ur. 13 czerwca 1922 w Białymstoku, zm. 26 lipca 2022 w Podkowie Leśnej) – polski architekt, przedstawiciel modernizmu, historyk sztuki, dokumentalista architektury, publicysta.

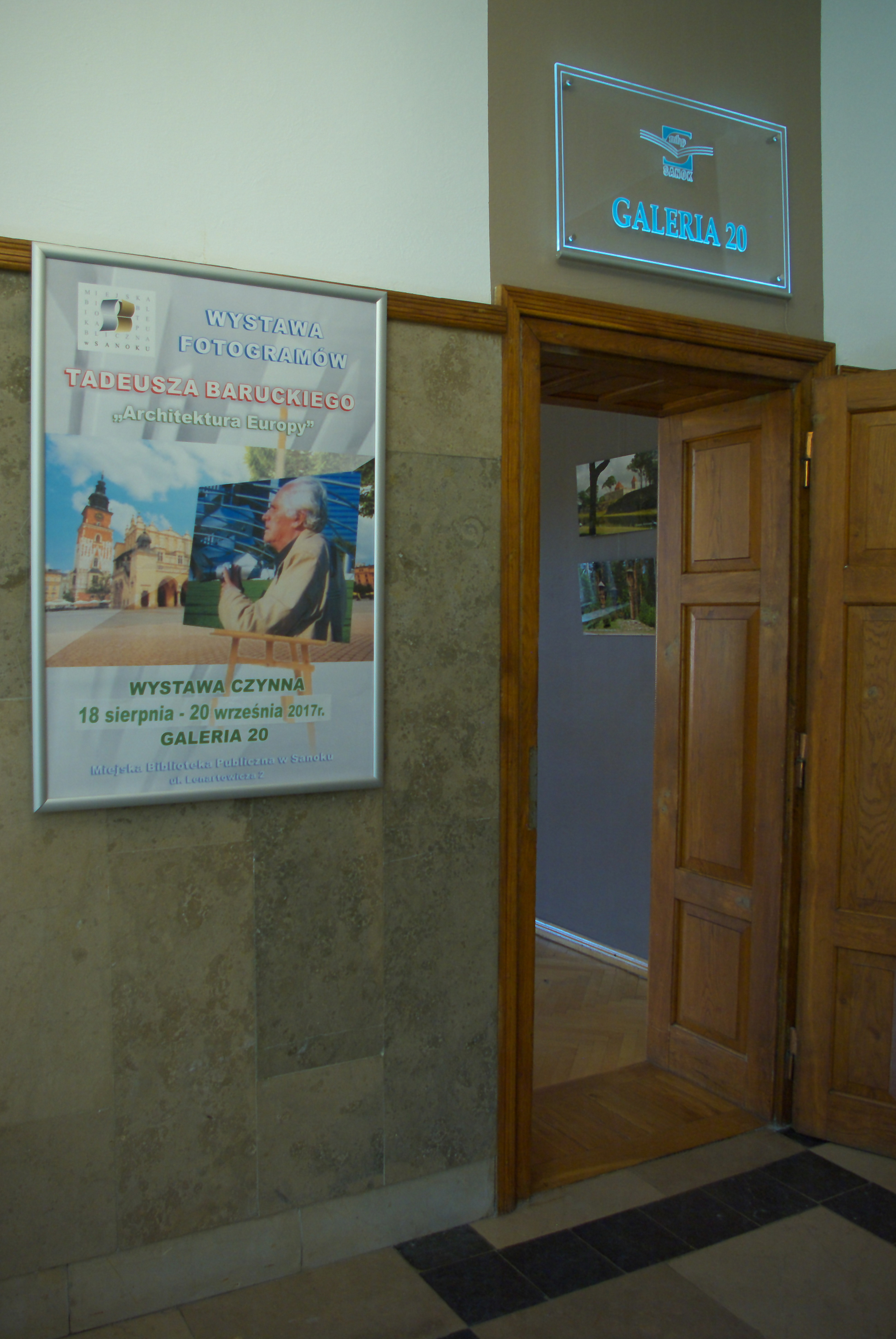
Wystawa fotografii Tadeusza Baruckiego w Sanoku (2017)

## Życiorys
Syn Zofii (1893–1960) i Leona Baruckich (1883–1955). Ojciec był nauczycielem w Gimnazjum im. Króla Zygmunta Augusta w Białymstoku. Następnie rodzina zamieszkała w Sanoku. W 1939 Tadeusz Barucki zdał egzamin dojrzałości w Państwowym Gimnazjum im. Królowej Zofii w Sanoku (uczęszczał do klasy o profilu matematyczno-fizycznym).
Podczas II wojny światowej w trakcie okupacji niemieckiej został aresztowany i osadzony w więzieniu w Sanoku 11 maja 1942 i przebywał tam do 19 maja 1942.
W latach 1944–1949 studiował matematykę na Wydziale Matematyczno-Fizyczno-Chemicznym UMCS w Lublinie, historię sztuki na Wydziale Humanistycznym Katolickiego Uniwersytetu Lubelskiego oraz na Uniwersytecie Jagiellońskim w Krakowie, i architekturę na Politechnice Warszawskiej z tymczasową siedzibą w Lublinie i na Wydziałach Politechnicznych AGH w Krakowie (1945–1949, późniejsza Politechnika Krakowska).
Do 1961 związany zawodowo z krajem jako pracownik naukowy w Instytucie Urbanistyki i Architektury w Warszawie, architekt w państwowych biurach projektowych (m.in. w Biurze Projektów Przemysłu Węglowego w Krakowie i w Biurze Studiów I Projektów Komunikacji w Warszawie) oraz, w latach 1956–1961, jako Sekretarz Generalny SARP w Warszawie. Od 1961 wiele podróżuje, wygłaszając wykłady oraz badając i dokumentując architekturę dawną i najnowszą.
Owocem tych badań jest kilkaset artykułów w czasopismach fachowych w kraju i za granicą, liczne książki przedstawiające w formie historycznej syntezy architekturę wybranych krajów bądź stanowiące monografie architektów oraz zbiór kilkuset tysięcy przeźroczy, dokumentujących architekturę całego świata od najstarszych zabytków budownictwa po obiekty współczesne. Od 1956 zaangażowany poprzez SARP w różnorodne prace i działania – organizacyjne, wystawiennicze, wydawnicze – na rzecz polskiego środowiska architektonicznego. W 1977 współzałożyciel bazy informacji architektonicznej Arkisyst przy UNESCO. W 1981 otrzymał prestiżowe wyróżnienie im. Jeana Tschumiego, przyznawane przez Międzynarodową Unię Architektów (UIA) za promowanie kultury architektonicznej i wymianę informacji o architekturze w świecie. Jest też laureatem Honorowej Nagrody SARP (1985) za upowszechnianie wiedzy o architekturze.
Prezes Bratniej Pomocy Studentów Wydziałów Politechnicznych w Krakowie 1947, Sekretarz Generalny Międzynarodowego Spotkania Architektów, Warszawa 1954, Sekretarz Generalny Ogólnopolskiej Narady Architektów, Warszawa 1956, Sekretarz Generalny SARP, Warszawa 1956–1961; wiceprezes SARP Warszawa 1972–1975; członek Rady Stowarzyszenia Autorów ZAIKS, Warszawa.
Został członkiem warszawskiego Koła Towarzystwa Przyjaciół Sanoka i Ziemi Sanockiej.
Zamieszkiwał przy ulicy Żelaznej 18 w Warszawie. W 2010 zamieszkał w Podkowie Leśnej.

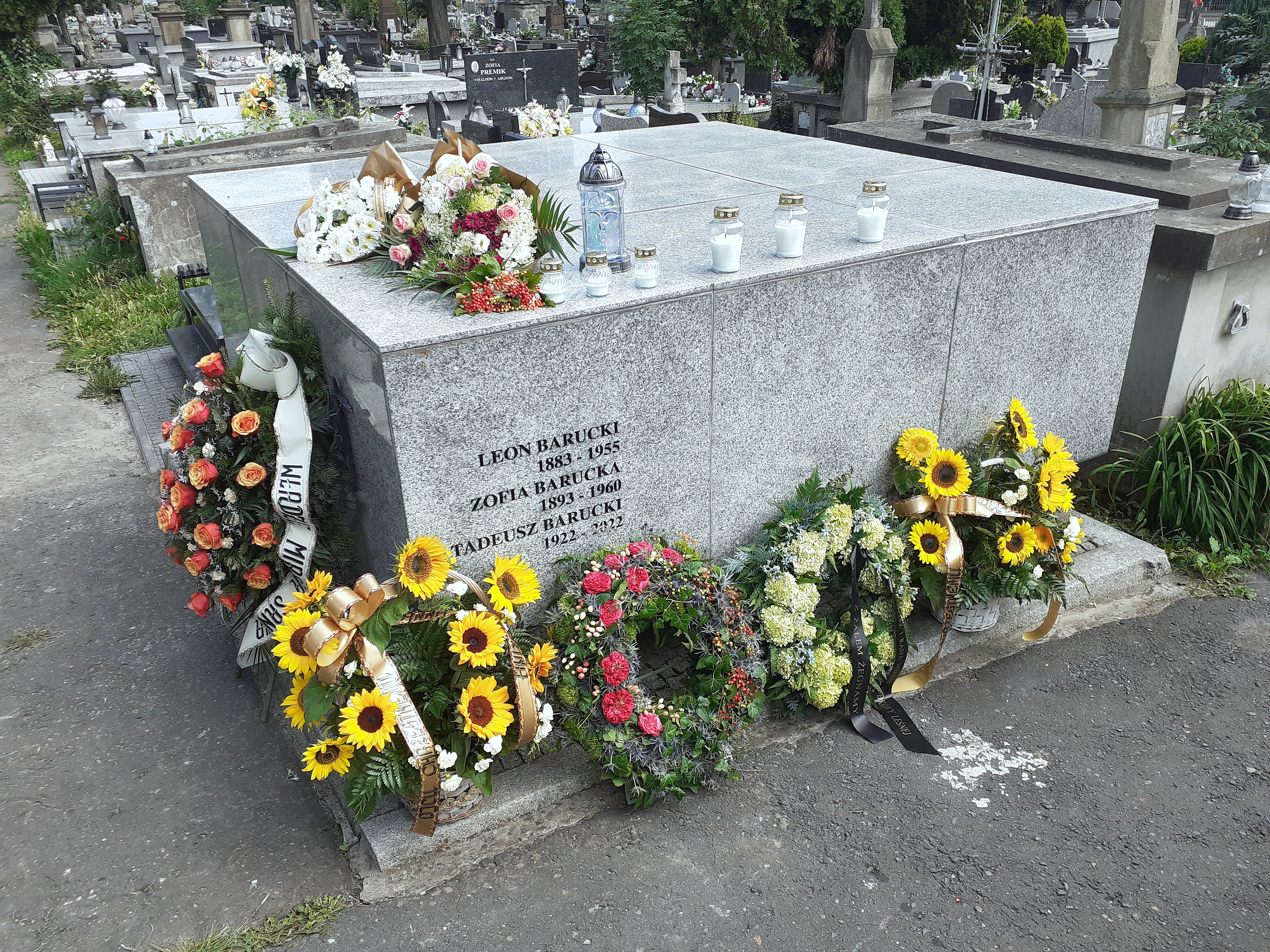
Grobowiec rodzinny Tadeusza Baruckiego

23 czerwca 2022 na Wydziale Inżynierii Materiałowej Politechniki Śląskiej w Katowicach odbył się benefis Tadeusza Baruckiego z okazji jego setnych urodzin. Zmarł 26 lipca 2022 w Podkowie Leśnej. 2 sierpnia 2022 urna z prochami Tadeusza Baruckiego została pochowana w zaprojektowanym przez niego grobowcu rodzinnym na Cmentarzu Centralnym w Sanoku.

## Działalność zawodowa

### Projekty
Wnętrza Banku Spółdzielczego „Społem” w Sanoku (1948, realizacja), Studia do planu ogólnego i plan ogólny z planem szczegółowym centrum m. Sanoka (praca dyplomowa realizacyjna pod kierunkiem prof. T. Tołwińskiego, 1949), przedszkole w Rudzie Śląskiej (1949, wsp. realizacja), Główne Zakłady Naprawcze PKS na Żeraniu w Warszawie (1950-1954, realizacja), wystawa Odrodzenie w Polsce (2 sale) Muzeum Narodowe Warszawa (realizacja 1953) wystawa Wojsko Polskie Sale Redutowe Warszawa (wsp. S. Zaczeniuk 1953), stacja obsługi samochodów, Warszawa-Służewiec (1954, wsp. B. Kosecki, realizacja), Hotel Turystyczny PTTK w Sandomierzu (1963, z K. Muszyńskim, realizacja). koncepcja willi pod Ottawą, Kanada (1964, realizacja), grobowiec rodzinny na cmentarzu w Sanoku, 1971.
Projekty niezrealizowane: Przebudowa budynku szkolnego na Dom Kultury w Racławicach (1949), Szkoła Szybowcowa w Tęgoborzu (1949), Magazyn PKP, Warszawa-Szczęśliwice (1949), Przedszkole PKP w Białymstoku (1950), Instytut Motoryzacyjny w Warszawie (1952), projekt szkicowy archiwum, biblioteki, sali wystawowej, lektorium, pracowni arch. i mieszkania Warszawa Okólnik (1989), przebudowa willi w Rotorua, Nowa Zelandia (1997). Stoisko „Maciej Nowicki” w Muzeum Budowy Chandigarh, Indie (2014). Projekty konkursowe: Łuk Zwycięstwa w Lublinie (1954, wsp. Stefan Zaczeniuk), III nagroda w konkursie na Schronisko nad Morskim Okiem (1956, z T.P. Szaferem), projekt w II etapie konkursu na schronisko nad Morskim Okiem (1960 wsp. T.P. Szafer, D. Poniż i inni), Hotel Pullman w Warszawie (1989), wyróżnienie honorowe w konkursie na polskie cmentarze wojenne w Katyniu, Miednoje i Charkowie (1995), projekt na pomnik w Smoleńsku (2013, niewysłany).

### Opracowania graficzne
Okładka i układ graficzny „Komunikatu SARP” Warszawa 1957. papier firmowy ZG SARP Warszawa (1956), plakat „Warsaw Ghetto 1943–1968” Polish Museum Chicago (1968).

### Publikacje

#### Książki
- „Ogólnopolska Narada Architektów” (red. z S. Pietraszkiem), SARP, Warszawa 1956.
- „Architekci autokarem” (z J. Dobrowolskim), KMPiK Warszawa 1957.
- „Zabytki Architektury Polski” (z. A. Miłobędzkim), Arkady, Warszawa 1958.
- „Grafika Eskimosów Kanadyjskich” (z. S. Zaczeniukiem, kat. wystawy); Towarzystwo Przyjaciół Sztuk Pięknych, Warszawa 1966.
- „100-lecie Działalności Stowarzyszeniowej Architektów Polskich”; Redakcja, SARP Warszawa (Druk wstrzymany. Maszynopis w archiwum SARP)
- „Architektura Rumunii”, Arkady, Warszawa 1979.
- „Alvar Aalto”, Arkady, Warszawa 1980.
- „Maciej Nowicki”, Arkady, Warszawa 1980.
- „Konstanty Mielnikow”, Arkady, Warszawa 1981.
- „Architektura Mongolii”, Arkady, Warszawa 1981.
- „Architektura Norwegii”, Arkady, Warszawa 1982.
- „Igloo”, Czytelnik, Warszawa 1982.
- „Architektura Danii”, Arkady, Warszawa 1983.
- „Ralph Erskine”, Arkady, Warszawa 1983.
- „Architektura Meksyku”, Arkady, Warszawa 1984.
- „Arne Jacobsen”, Arkady Warszawa 1984.
- „Architektura Polski”, Arkady, Warszawa, 1985.
- „Maciej Nowicki”, Arkady, Warszawa 1986.
- „Wacław Kłyszewski, Jerzy Mokrzyński, Eugeniusz Wierzbicki”, Arkady Warszawa 1987.
- „Architektura Japonii”, Arkady, Warszawa 1988.
- „Architektura Szwecji”, Arkady, Warszawa 1989.
- „Ikebana”, Czytelnik, Warszawa 1990.
- „Bohdan Pniewski” Arkady, Warszawa 1990 (oddane do druku, wydanie wstrzymane).
- „Architektura Bułgarii” Arkady, Warszawa 1990 (oddane do druku, wydanie wstrzymane).
- „Śladami architektury” – tom I „Korzenie” Arkady Warszawa 1990 (oddane do druku, wydanie wstrzymane).
- „Architektura Peru”, Arkady Warszawa 1990 (przygotowane do druku).
- „Architektura Litwy”, Arkady, Warszawa 1990 (przygotowane do druku).
- „Architektura Kuby”, Arkady, Warszawa 1990 (przygotowane do druku).
- „Stephan du Chateau”, Kanon, Warszawa 1995.
- „Profesor Zbigniew Roman Dmochowski i jego dzieło” w: Polacy w Nigerii, Dialog, Warszawa 1997.
- „Architektura Węgier”, Międzynarodowe Centrum Kultury, Kraków 1998.
- „Matthew Nowicki, Poland-USA-India” Salix Alba, Warszawa 2009.
- „Maciej Nowicki” (reprint wyd. z 1986 r.), SARP, Warszawa 2000.
- „Fragmenty stuletniej historii 1899-1999” (red.), tom I Relacje, wspomnienia, refleksje, tom II Ludzie, fakty, wydarzenia, Oddział Warszawski SARP, Warszawa 2000 i 2001.
- „Architekci świata o architekturze / World Architects about Architecture”, Kanon, Warszawa 2005.
- „Nowicki and Chandigarh” w: Le Corbusier, Chandigarh, and the modern city. Insights into the iconic city sixty years later (praca zb.), 2008.
- „Danuta and Andrzej Wejchert” w: A&D Wejchert & Partners (praca zb.), Gandon, Dublin 2008.
- „Architekci polscy o architekturze” Salix alba Warszawa 2009.
- „Stephan du Chateau Life and work”, Salix Alba, Warszawa 2013.
- „Tygrysy/Tigers W. Kłyszewski, J. Mokrzyński, E. Wierzbicki”, Salix Alba, Warszawa 2014.
- „Aleksander & Maria Markiewicz architekci – architects”, Salix Alba, Warszawa 2014.
- „Zielone konie – Green Horses Henryk Buszko, Aleksander Franta, Jerzy Gottfried”, Salix Alba, Warszawa 2015.
- „Architektura XX wieku w Polsce”, Salix Alba, Warszawa 2016 (przygotowane do druku).
- „Ch. Roux-Dorlut- Zycie w architekturze” (współautor B. Karwat) edycja pol.-franc., Salix Alba, Warszawa 2018.

#### Opracowania encyklopedyczne
- „Encyklopedia Współczesna PWN”, Warszawa 1957-1960.
- „Encyclopedie Quid”, Paryż 1997.
- „Dictionnaire d’architecture XXe siecle”, Paryż.
- „Encyclopaedia of Vernacular Architecture In the World”, Cambridge University Press, 1997.
- „Leksykon kultury polskiej poza krajem po roku 1939”, Tow. Przyjaciół KUL, Lublin 1998.
- „Sztuka świata – Leksykon I/II”, Arkady, Warszawa 1998, 2000.
- „Słownik Biograficzny PAU i PAN” „Słownik Inżynierów i Techników Polskich”, NOT, Warszawa.
- „Le Dictionnaire universal des Creatrices, des femmes – Antoinette Fouque (wsp. dr Edyta Barucka) Paryż 2013.

#### Artykuły
Publikacje (około 700 w polskich czasopismach fachowych), przykładowo m.in.:
- Prace Instytutu Urbanistyki i Architektury: „Strefa Podmiejska”, 1953.
- Kwartalnik Architektury i Urbanistyki PAN: „Próba określenia stanu i perspektyw rozwoju współczesnej architektury” 1/1988, „Z.R. Dmochowski” 3-4/1995, „Jerzy Szeptycki” 4/1997, „Bohdan Pniewski” 4/2000, „Twórczość A. Szyszko-Bohusza na rzecz zakonu Paulinów” 1/2002, „Witold Korski” 2/2009,
- Architektura. – „Felix Candela” 11-12/1964, „P. L.Nervi” 1-2/1979, „Architektura Malty” 4/1985, „Hans hollein” 2/1985, Imre Makovecs 4-5/1985, „Ameryka, Ameryka...” 1987
- Projekt. – „Sztuka Eskimosów Kanadyjskich” 1/1965, „EXPO 67” 4/1967, „Architektura Finlandii” 4/1972, „Budowa przestrzeni” 1/1974, „Architektura samorodna” 6/1974, „Architektura Portugalii” 4/1976, „Architektura Azji Środkowej” 4/1977, „Architektura Izraela” 2/1991
- Fundamenty. – „India – Tradycje architektury” 39/1963, „India – Urbanistyka” 40/1963, „India – Budownictwo mieszkaniowe i architektura współczesna” 42/1963, „Architektura Peru (1)” 32/1965, „Architektura Peru (2)” 34/1965, „Architektura USA (1) – (3)” 50 – 1/1966
- Architekt. – w cyklu „Śladami architektury”: „Litwa” 1/2002, „Białoruś” 2-3/2002, „Ukraina” 4/2002, „Słowacja” 5/2002, „Albania” 6/2002, „Austria” 9-10/2002
- Magazyn Budowlany- „Najnowsza architektura Chin” 8/1990, „Śladami Bronisława Malinowskiego – Architektura Papui-Nowej Gwinei” 4/1990.
- Architektura & Biznes – „Santiago Calatrava” 7-8/2003.
- Archivolta. – „Parlament Szkocji w Edynburgu” 2/2006
- Komunikat SARP – „Pierre Vago” 1-2/2002, „O architekturze Mołdawii i nie tylko...” 1-2/2004, „Zdzisław Beksiński” 3/2003, „Wacław Zalewski – przyjaciel architektury” 5-6/200.
- Arch – „Antonio Sant Elia i manifest futuryzmu” 6/2010
- Acta Scansenologica – „Skansen w Bangkoku. Tajlandia” 6/1990.
- Ochrona zabytków – „Pierwsze realizacje Waltera Gropiusa” 3-4/1985
- Spotkania z zabytkami – „Zapomniany rozdział polskiego modernizmu” 2011
- Lithuania – „V. Landsbergis-Żemkalnis. W 100-lecie urodzin” 2-3/1992, „Architekci polscy działający na Ukrainie w XIX wieku” 1-2/206
- Przegląd Kulturalny – „Ogólnopolska Narada Architektów” 5/1956
- Encyklopedia Powszechna PWN – „Le Corbusier” 1/1958, „Walter Gropius” 4/1958, „Mies van der Rohe” 7/1958, „Willem M. Dudok” 8.1958, „Erick Mendelsohn” 10/1958
- Biuletyn OW SARP – Plany przewodniki architektoniczne miast – 1993 – Bielsko-Biała, Lublin, Nowe Tychy, Kazimierz Dolny, Lwów, Warszawa, Kraków, Łódź
- Tygodnik Sanoski. Cotygodniowe felietony wspomnieniowe z podróży po świecie.

Zagraniczne – około 100, przykładowo m.in.:
- Werk, Bern. – „Baune in Ulan Bator” 819/62, „Bauen in Kuba” 3/1964, „Bauen in Peking” 9/1967
- Technique et Architecture, Paryż. – „La meme chiose autrement” 315/1973
- Farbe und Raum, Berlin – „Robert Venturi – Bekenntnis zum Postmodernismu” 4/1987
- Architektur, Berlin – „Architektur der Dominikanischen Republik” 5/1991
- Apxитekтypa и пpecтиж, Kijów – „Postmodernizm po polsku”
- Magyar Epitomuveszet, Budapeszt – „EXPO 86 Vancouver”
- Boletin Arquitectos, Madryt – „Requeim para el postmodernismo” 6/1986
- O Diario, Lizbona – A arquitectura em Portugal” 12/1976
- Dichotomy, Detroit, Mich. – „Archutectural Orphans” 1967.
- Głos Rygi, Warszawa – „Polskie śkady w architekturze Łotwy” 1982, „Secesja w Rydze” 1982
- Gruzja – „O własne oblicze architektury, Tbilisi 1988
- Armenia – „Zabytki architektury ormiańskiej w Isfachanie”, Erewan 1976
- Turkmenistan – „Rozpoznawalność architektury. Aszchabad 2017
- Łotwa – „Pagradita archtektura”, Ryga 2017. c

### Fotografie i przeźrocza
Książki i artykuły Tadeusza Baruckiego są ilustrowane autorskimi fotografiami, wykorzystywanym również szeroko w szeregu innych publikacji o charakterze historycznym, encyklopedycznym czy edukacyjnym (m.in. w Wydawnictwach Szkolnych i Pedagogicznych, w Encyklopedii PWN; W. Pevsner i in. Encyklopedia architektury, Warszawa 1992; Historia USA, PWN, Warszawa 2000). Ponadto jego autorskie przeźrocza znajdują się w diatekach: Muzeum Architektury we Wrocławiu, AA School of Architecture w Londynie, Wydziału Architektury Technicznego Uniwersytetu w Budapeszcie i Szkoły Architektury w Weimarze. Przeźrocza dokumentujące dorobek architektów XX wieku stały się podstawą londyńskiej kolekcji Masters of Architecture. 

### Filmy krótkometrażowe
Sztuka Meksyku, Wytwórnia Filmów Dokumentalnych, Warszawa 1955, realizacja Jerzy Mierzejewski, konsultacja Tadeusz Barucki; Notatki o nowej architekturze Włoch, Wytwórnia Filmów Dokumentalnych, Warszawa 1959, realizacja M. Wiesiołek, scenariusz i konsultacja Tadeusz Barucki; Miasto na wzgórzach, Wytwórnia Filmów Oświatowych, Łódź 1960, realizacja Tadeusz Jaworski, scenariusz Tadeusz Barucki, komentarz Jarosław Iwaszkiewicz.

### Wystawy autorskie
Architektura ludowa w świecie, Instytut Urbanistyki i Architektury, Warszawa 1950; Architektura krajów Azji, Pawilon SARP, Warszawa 1964; 25-lecie Powstania w Getcie Warszawskim, Muzeum Polskie w Chicago (współautorstwo w org. wystawy i plakat – egzemplarz w posiadaniu Muzeum Żydów Polskich, Warszawa) 1968, Współczesna architektura polska, Zamek Królewski w Warszawie, 1973; Awangardowa architektura ZSRR, Muzeum Architektury, Wrocław; Architektura Japonii, Muzeum Architektury, Wrocław 1984; Architektura samorodna w świecie (ekspozycja multimedialna) Muzeum Architektury, Helsinki, 1980; Architektura samorodna w świecie (ekspozycja multimedialna), PKiN, Kongres UIA w Warszawie 1981; Architektura świata, PKiN, Kongres UIA w Warszawie 1981; Architektura Singapuru i Malezji, OW. SARP, Warszawa 1997; Architektura Indonezji, OW.SARP, Warszawa 1997; Architektura Australii, OW.SARP, Warszawa,1997; Architektura Papui-Nowej Gwinei, OW. SARP Warszawa,1997; Architektura Nowej Zelandii, OW. SARP, Warszawa 1997; Architektura Królestwa Tonga, OW. SARP, Warszawa, 1997; Śladami architektury – z Tadeuszem Baruckim wokół świata, Pawilon SARP, Warszawa 2005; Architekci świata o architekturze, Dom Architekta, Kowno, 2006, Architektura XX wieku w Polsce i w Białymstoku, Muzeum Podlaskie w Białymstoku 2012, Okno na świat, Wydział Architektury Politechniki w Białymstoku 2012, Architekci świata o architekturze, Wydział Architektury Politechniki w Białymstoku 2012, Architektura 114 krajów świata, Wydział Architektury Politechniki w Białymstoku 2012, Maciej Nowicki „Polen-USA-Indien Architektur am Ringturm”, Wieden 2012-2013, „Architekti sveta o archtekture” Ostrava 2014, Praha Hradczany 2014, Brno 2014, „Architekci świata o architekturze”, Biblioteka Śląska, Katowice 2015, Architektura Europy, Sanok 2017.

### Prezentacje na CD
„Architekci polscy o architekturze”, „Bohdan Pniewski”, „Adolf Szyszko-Bohusz”, „Maciej Nowicki”, „Marek Leykam”, „Philip Johnson”, „Santiago Calatrava”, „Charles Correa”, „Warszawa miasto zniszczone i odbudowane”, „Parlament Szkocji w Edynburgu”, „Stary Lwów w 2007’, „Londyn – spacer wzdłuż Tamizy”, „Londyn – co nowego w City?”, „Nowy Dublin”, „Architektura Litwy”, „Architektura Francji cz.I”, „Refleksje paryskie”, „Architektura samorodna”, „Orkney Islands – Archeological Paradise”, „Architektura Irlandii”, „Polish Architects in International competitions 1959-2009”, „Hvittrask”, „Stare miasto w Tallinnie”, „Stare miasto w Tuluzie” – częściowo udostępnione w Internecie na stronach ZG.SARP oraz Oddziału Warszawskiego SARP. „Śladami architektury”, „Matthew Nowicki Life and work” Wrocław 2013, „Stephan du Chateau Life and work” Wrocław 2013, „Architektura czasu wojny 1939–1945” Strona internetowa OW SARP 2014, „Adolf Szyszko-Bohusz redivivus” 2014,, „Zielone konie – H. Buszko, A. Franta, J. Gottfried”, OSSA Katowice 2014, „Andrzej&Danuta Wejchert” Strona internetowa OW SARPp, 2014, „Architektura Turkmenistanu”, strona internetowa OWSARP 2015, „Architekci świata o architekturze”, Katowice 2015, „Alejandro Aravena, Laureat Nagrody Pritzkera 2016”, strona internetowa SARP 2016 oraz Podkowa Leśna 2016, „Zaha Hadid 1950-2016” strona internetowa OWSARP 2016, „Mieszkania architektów”, Podkowa Leśna 2016, „RCR architekci Laureaci Nagrody Pritzkera 2017”, 'OGRODY pryżą.rsal-Cutroen”, Podkowa Leśna 2017, „Idea Miasta ogrodu Refleksje osobiste”, Kolumna 201

### Wykłady i nagrania
Od 1956 wielokrotne wykłady gościnne we wszystkich uczelniach architektonicznych w Polsce; Wydział Architektury Politechniki Gdańskiej (architektura współczesna, 1972); wykładowca na wydziałach architektury w School of Design, North Carolina State University (1964) i State University, Iowa (1966), kilkaset wykładów gościnnych w szkołach i stowarzyszeniach architektonicznych całego świata w tym na Harvard University (1968) czy MIT (1968) podobnie jak Buddhist University Colombo 1961, Uniwersytecie w Wu-Han w Chinach (1961), Uniwersytecie w Rio de Janeiro (1965), Universidad Nacional w Meksyku (1967), Universidad Catholica w Santiago de Chile (1985), Instytucie Architektury w Moskwie (1991, dawny Bxyтeмac), ale również w Technical University of Lae w Papui-Nowej Gwinei 1997; Pier Arts Centre, Stromness, Orkady 2008; PAN Paryż 2008.Moskwa, Akademia Architektury 2013, Wydział Architektury Politechniki w Rydze 2013, „Konferencja 1000 lat architektury Turkmenistanu, Aszchabad 2013, 'Zielone konie” sesja OSSA, Katowice 2014, Spotkanie OSSA Katowice 2015, „Architekci świata o architekturze”, Biblioteka Śląska Katowice 2015, „A. Aravena” Podkowa Leśna 2016, „A. Aravena” SARP Warszawa 2016, „Zaha Hadid 1950-2016” SARP Warszawa 2016 „Mieszkania architektów”, Podkowa Leśna 2016. „RCR architekci Laureaci Nagrody Pritzkera 2017”, OWSARP Warszawa i Podkowa Leśna 2017, „Ogrody Paryżą. Wersal – Citroen” Podkowa Leśna 2017, „B. Doshi”, Podkowa Leśna 2018. Został gościnnie wykładowcą Centrum Kultury i Inicjatyw Obywatelskich w Podkowie Leśnej.
Kilkaset audycji o architekturze w Polskim Radio (częściowo w Archiwum PR w Warszawie), Canadian Broadcasting Corporation w Montrealu (1967-1972) oraz programy dla TVP, konferencja, „Adolf Szyszko Bohusz, architekt Polski Odrodzonej, Wstęp do wspomnień” Kraków Wawel 2013.

## Ordery i odznaczenia
- Krzyż Kawalerski Orderu Odrodzenia Polski (14 sierpnia 2017)[11]
- Medal Komisji Edukacji Narodowej (1973)
- Złoty Medal „Zasłużony Kulturze Gloria Artis” (2015)[12]
- Medal ks. Jerzego Popiełuszki (1987)
- Medal Stowarzyszenia Architektów Polskich we Francji za działalność na rzecz architektury (2008)
- Medal ZAiKS-u (1998)[13]
- Odznaka honorowa „Za zasługi dla budownictwa” (2012)
- Odznaka ZAiKS-u (1993)[13]

## Nagrody i wyróżnienia
- Wyróżnienie im. J. Tschumiego Międzynarodowej Unii Architektów UIA za promowanie kultury architektonicznej i wymianę informacji o architekturze w świecie (1981)[14]
- Honorowa Nagroda SARP za upowszechnianie kultury architektonicznej i wiedzy o architekturze świata w Polsce i o architekturze polskiej zagranicą (1985)
- Nagroda Wydawców (1990)
- Honorowe członkostwa Colegio de los Arquitectos del Peru 1965, Colegio Bolivariano de los Arquitectos, Caracas 1986 i Unii Architektów Federacji Rosyjskiej (1991)
- Nagroda Ministra Infrastruktury za najlepsze publikacje 2003 (2004)
- Nagroda Festiwalu Architektonicznego Зoдчecтвo w Moskwie za najlepszą książkę (2006)
- Honorowy członek Międzynarodowej Akademii Architektury (2012)
- Benefis 90-lecia urodzin[15], Wydział Architektury Politechniki w Białymstoku (2012)
- Nagroda Polskiego Komitetu ICOMOS im. prof. Jana Zachwatowicza (2018)
- Nagroda 100-lecia ZAiKS-u (2018)[13]